# 斯廷內特 (德克薩斯州)
斯廷內特（英語：Stinnett）是一個位於美國德克薩斯州哈欽森縣的城市。根據2010年美國人口普查，該地共人口1881人，而該地的面積約為5.20平方千米。同時該地也是哈欽森縣的縣治。

## 地理
斯廷內特的座標為35°49′34″N 101°26′37″W / 35.82611°N 101.44361°W，而該地的平均海拔高度為971米（即3186英尺）。